# SuperSport United
Der SuperSport United Football Club ist ein südafrikanischer Fußballverein aus Pretoria. Seine erste Mannschaft spielt in der Premier Soccer League und wurde 2008 bis 2010 dreimal in Folge südafrikanischer Meister. Spitzname des Clubs unter seinen Fans ist Matsatsantsa a Pitori.

## Geschichte
Der Verein wurde 1985 als Pretoria City FC gegründet und spielte in der höchsten südafrikanischen Liga, als er 1994 vom Fernsehanbieter M-Net, der den südafrikanischen Sportsender SuperSport betreibt, gekauft wurde. Die neuen Inhaber verpflichteten eine Reihe von namhaften einheimischen Spielern; das Team stieg dennoch zunächst in die zweite Liga ab. Hier konnte eine neue erfolgreiche Mannschaft geformt werden, die schon 1995 als Zweitligameister auch das südafrikanische Pokalfinale erreichte, jedoch gegen den nationalen Meister Cape Town Spurs mit 2:3 verlor.
Wieder in der höchsten Spielklasse, wurde der Klub 1996 in SuperSport United umbenannt. Hier hat sich die Mannschaft kontinuierlich an die Spitze vorgearbeitet. 1999 gewann SuperSport das Pokalfinale gegen Kaizer Chiefs. Seit 2001 gab es eine enge Zusammenarbeit mit dem niederländischen Ehrendivisionär Feyenoord aus Rotterdam; später schlossen sie eine Partnerschaft mit dem englischen Premier-League-Club Tottenham Hotspur.
Ebenfalls im Jahr 2001 konnte sich die Mannschaft erstmals unter den ersten Acht der Premier Soccer League platzieren, die beiden folgenden Saisons beendete sie als Zweiter und qualifizierte sich 2003 erstmals für die African Champions League. Nach weiteren Platzierungen auf dem dritten und zweiten Platz folgte 2008 die erste Meisterschaft für SuperSport; in den beiden folgenden Spielzeiten konnten sie den Titel erfolgreich verteidigen.

## Aktueller Kader
| Nr. |           | Position | Name                 |
| --- | --------- | -------- | -------------------- |
| 1   | Sudafrika | TW       | Thakasani Mbanjwa    |
| 2   | Sudafrika | AB       | Nyiko Mobbie         |
| 3   | Sudafrika | AB       | Thulani Hlatshwayo   |
| 4   | Sudafrika | AB       | Pogiso Sanoka        |
| 5   | Tschad    | MF       | Eric Mbangossoum     |
| 9   | Simbabwe  | ST       | Nokutenda Mangezi    |
| 12  | Sudafrika | AB       | Lyle Lakay           |
| 15  | Sudafrika | ST       | Maliele Vincent Pule |
| 17  | Sambia    | ST       | Ghampani Lungu       |
| 20  | Sudafrika | TW       | Ricardo Goss         |
| 22  | Sudafrika | MF       | Jabu Matsio          |
| 23  | Sudafrika | MF       | Grant Margeman       |
| 24  | Sudafrika | ST       | Risen Albert         |
| 25  | Sudafrika | MF       | Keanin Ayer Boya     |
| 29  | Sudafrika | AB       | Aphiwe Baliti        |
| 30  | Sudafrika | TW       | Samukelo Xulu        |

| Nr. |                              | Position | Name                 |
| --- | ---------------------------- | -------- | -------------------- |
| 32  | Serbien                      | ST       | Samir Nurković       |
| 33  | Sudafrika                    | AB       | Siyabonga Ndebele    |
| 34  | Sudafrika                    | ST       | Oratilwe Moloisane   |
| 36  | Sudafrika                    | ST       | Tendamudzimu Matodzi |
| 37  | Sudafrika                    | MF       | Yandisa Mfolozi      |
| 38  | Sudafrika                    | MF       | Gape Moralo          |
| 42  | Sudafrika                    | AB       | Bilal Baloyi         |
| 43  | Sudafrika                    | AB       | Neo Rapoo            |
| 45  | Sudafrika                    | ST       | Thabang Mahlangu     |
| 46  | Sudafrika                    | ST       | Siviwe Magidigidi    |
|     | Kongo Demokratische Republik | ST       | Christian Saile      |
|     | Ghana                        | ST       | Enoch Quaicoe        |
|     | Sudafrika                    | ST       | Lucky Mutewi         |
|     | Sudafrika                    | MF       | Thabang Makubo       |
|     | Sudafrika                    | AB       | Lyema Dopolo         |
|     | Sudafrika                    | MF       | Madlenkosi Nkosi     |

Stand: 4. August 2025

## Stadion
Die Mannschaft trägt ihre Heimspiele in der Regel im Super Stadium in Atteridgeville aus. Das Training findet auf den Sportplätzen der Tshwane University of Technology statt.

## Erfolge
- Meister der Premier Soccer League: 2008, 2009, 2010
- Südafrikanischer Pokalsieger: 1999, 2005, 2016 (und Finalist 1995)
- Meister der Second Division: 1995

## Trainerstab
- Gavin Hunt, Cheftrainer
- Kaitano Tembo, Co-Trainer

## Bekannte Spieler

### Südafrikanische Nationalspieler
- Bradley Carnell
- Rowen Fernandez
- Siboniso Gaxa
- Peter Khoabane
- Bongani Khumalo
- George Koumantarakis
- Thomas Madigage
- Calvin Marlin
- Themba Mnguni
- Teko Modise
- Teboho Mokoena
- Katlego Mphela
- Abram Raselemane
- Ronwen Williams

### Simbabwische Nationalspieler
- George Chigova